# Chevrolet Venture
O Venture é um monovolume de porte grande da Chevrolet.